# Euphorbia serpens
Euphorbia serpens é uma espécie de planta com flor pertencente à família Euphorbiaceae. 
A autoridade científica da espécie é Kunth, tendo sido publicada em Flora of the Southeastern United States 709, 1333. 1903.

## Portugal
Trata-se de uma espécie presente no território português, nomeadamente em Portugal Continental e no Arquipélago dos Açores.
Em termos de naturalidade é introduzida nas duas regiões atrás indicadas.

## Protecção
Não se encontra protegida por legislação portuguesa ou da Comunidade Europeia.